# Schistophleps plagosus
Schistophleps plagosus là một loài bướm đêm thuộc phân họ Arctiinae, họ Erebidae.